# Marcel Bonnet
 (septembre 2016).
Si vous disposez d'ouvrages ou d'articles de référence ou si vous connaissez des sites web de qualité traitant du thème abordé ici, merci de compléter l'article en donnant les références utiles à sa vérifiabilité et en les liant à la section « Notes et références ».
Pour les articles homonymes, voir Bonnet.
Marcel Bonnet est un poète et un érudit français d'expression provençale, né à Saint-Rémy-de-Provence le 26 août 1922 et mort dans la même ville le 25 juin 2007.

## Biographie
Né en 1884, son père était alors un vétéran de la Première Guerre mondiale dont il sortit diminué, ayant été gazé au cours du conflit.[réf. nécessaire] Il décèdera d'ailleurs rapidement des suites de ses blessures, en 1923, alors que son dernier fils avait à peine un an. Marcel Bonnet fut ainsi élevé par sa mère et son grand-père maternel, François Ripert, surnommé Lou Gourden puisqu'il était issu d'une famille originaire de Gordes. Né en 1860, ce personnage, vieux républicain et ancien carrier, inculquera à son petit-fils la culture populaire provençale. Après ses études primaires à Saint-Rémy, il entre à l'école primaire supérieure d'Arles (1934-1939), séjour qu'il considèrera quasiment comme un exil.[réf. nécessaire] Alors que ses capacités lui auraient permis de poursuivre ses études en devenant par exemple instituteur[réf. nécessaire], il commence à travailler dès qu'il obtient son certificat d'études primaires. Dès 1940, il entre au service de la mairie de Saint-Rémy-de-Provence, place qu'il ne quittera plus, montant tous les échelons de la hiérarchie pour finir sa carrière, en 1982, comme Secrétaire général de la commune. Pendant la Seconde Guerre mondiale, seul son séjour aux Chantiers de jeunesse, puis son enrôlement au S.T.O. entre 1944 et 1945 où il séjournera en Prusse orientale, l'éloigneront de Saint-Rémy. Dans ses fonctions professionnelles, il sera le proche collaborateur de tous les maires de Saint-Rémy sous la direction desquels il a travaillé, en particulier Charles Mauron. Entre autres choses, on lui doit la dénomination des noms de rues de la commune.[réf. nécessaire]
Dès sa prime jeunesse, Marcel Bonnet s'implique dans la défense de la culture provençale et commence à écrire. Son premier poème publié le sera dès 1940 dans la Revue d'Arles, organe de l'Académie d'Arles très récemment reconstituée, et animée par Fernand Benoît. Remarqué par Marius Jouveau, alors Capoulié du Félibrige, il adhère à ce mouvement la même année. Très vite, il se lie avec les jeunes écrivains provençaux de sa génération, dont il était le plus jeune représentant[réf. nécessaire] : Charles Galtier, Mas-Felipe Delavouët, etc. Avec eux, il sera l'un des animateurs du G.E.P. (Groupamen d'Estùdi Prouvençau) et du Coumitat d'Aparamen Mistralen. Il est aussi un ami proche de Marie Mauron ou de l'ancienne reine du Félibrige Marie Gasquet sur laquelle il veillera jusqu'à ses derniers jours. Il reçoit aussi les conseils de Sully-André Peyre qui publie ses poèmes dans sa revue Marsyas. Regroupés en recueil sous le titre L'Aigo e l'Oumbro, ces poèmes lui valent le prix Frédéric-Mistral l'année de leur publication (1960). En 1962, il est élu majoral du Félibrige. 
En 1958, il figure au jury pour l'élection de la reine d'Arles, qu'il préside en 1974 et 1978.
Toute sa vie durant, Marcel Bonnet a compilé de nombreuses données sur l'histoire de Saint-Rémy-de-Provence lui permettant de publier des ouvrages et études sur sa ville natale et les Alpilles dont il avait une connaissance quasiment encyclopédique[réf. nécessaire]. Il a collaboré à de nombreuses publications périodiques : L'Armana Prouvençau, Marsyas, L'Armana di Felibre, Fe, L'Astrado, association culturelle et maison d'édition qui lui attribuera en 1993 son Grand Prix. En 1959, il avait succédé à Charles Mauron comme président de l'association provençaliste saint-rémoise L'Escolo dis Aupiho qu'il présidera jusqu'en 2002. 
Il a également été tambourinaire.
Marcel Bonnet est décédé le 25 juin 2007. Il était chevalier de l'ordre national du Mérite et officier des Palmes académiques. Ses archives ont été léguées à la ville de Saint-Rémy de Provence.

## Œuvres poétiques
- L'Aigo e l'Oumbro, Saint-Rémy-de-Provence, Escolo dis Aupiho, 1960.
- L'Aigo e l'Oumbro, suivi de Queiroun de Magino, Berre-l'Etang, L'Astrado Prouvençalo, 1989
- « Saqueto bounetenco », in L'Astrado Prouvençalo, n° spécial, Berre l'Etang, L'Astrado, 2006.

Participation à des anthologies
- Pouèto prouvençau de vuei, textes réunis et présentés par Bathélemy A. Taladoire, Aix-en-Provence, Groupamen d'Estùdi Prouvençau, 1957.
- Morceaux choisis des auteurs provençaux. 2 : de la mort de Mistral à nos jours (Louis Bayle éd.), Toulon, L'Astrado, 1971.
- Anthologie de la littérature provençale moderne (Michel Courty éd.), Berre-l'Etang, L'Astrado, 1997.
- La Mount-Joio de Sant-Roumié e de l'Escolo dis Aupiho, enaussado en l'ounour dóu païs pèr Marcèu Bonnet, avec l'aide de Claude Mauron, Nîmes, Imprimerie Barnier, 2003.

Œuvres historiques et d'études littéraires
- Le Citoyen Cloivis Hugues poète provençal, Saint-Rémy-de-Provence, Escolo dis Aupiho, 1953.
- Lou Dóutour Andriéu Jaubert: majourau e militant dóu Felibrige (1870-1961), Saint-Rémy-de-Provence, Escolo dis Aupiho, 1953.
- Marius Girard : la Cigalo dis Aupiho, Saint-Rémy-de-Provence, Escolo dis Aupiho, 1961.
- Astier de Saint-Rémy, poète troubadour du XVIIIe siècle, Saint-Rémy-de-Provence, Escolo dis Aupiho, 1971.
- Au cœur du vieux Saint-Rémy, Saint-Rémy, Imprimerie Lacroix, 1978.
- L'Empire du soleil : La Provence de Frédéric Mistral, la vie et l’œuvre du poète, Le Bernerie-en-Retz, éditions Marc Guitteny, 1986.
- Les Baux de Provence (cartes postales, dessins et photographies réunis et commentés par Marcel Bonnet), Marguerittes, Equixone, 1990.
- De mot pèr la bouvino, Marseille, CIREP, 1990.
- Le Berger de la Petite Crau (dessins de Jean Bayol, texte de Marcel Bonnet), Saint-Rémy-de-Provence, Imprimerie Lacroix, 1991.
- Le Massacre de "La Galine", 9-10 juin 1944, Eyragues, Centre Culturel Eyraguais, 1991.
- Saint-Rémy-de-Provence, chronique photographique de Frédéric George, 1868-1933, Marguerittes, Equyinoxe, 1992
- Provence : Images, histoire et découverte des grands sites, des villes et des villages (Jacky Granier, Marc Guitteny, Marcel Bonnet), Monaco, Imprimerie de Monaco, 1993.
- La Carreto ramado : La Charrette provençale en son terroir et en son temps, Marguerittes, Équinoxe, 1994.
- Les Grimaldi, seigneurs de Saint-Rémy, Saint-Rémy-de-Provence, Imprimerie Lacroix, 1997.
- Louis Gros et Louis Noé ou Un drame dans les carrières de St-Rémy (texte de Joseph Roumanille, édité par Marcel Bonnet), Barbentane, Équinoxe, 1987.